# Amata sulana
Amata sulana là một loài bướm đêm thuộc phân họ Arctiinae, họ Erebidae.